# 구면 삼각형

구면 삼각형

수학에서 구면 삼각형(球面三角形, 영어: spherical triangle)은 구 위의 세 대원호에 둘러싸인 구면 위 도형이다. 유클리드 기하학의 평면 삼각형의 구면 기하학 버전이다. 구면 삼각형을 연구하는 수학 분야를 구면 삼각법(球面三角法, 영어: spherical trigonometry)이라고 한다.

## 정의
원점을 중심으로 하며, 1을 반지름으로 하는 (2차원) 구 {\displaystyle \mathbb {S} ^{2}\subseteq \mathbb {R} ^{3}}의 볼록 구면 다각형(-球面多角形, 영어: convex spherical polygon)은 다음을 만족시키는 부분 집합 {\displaystyle P\subseteq \mathbb {S} ^{2}}이다.
- {\displaystyle P}는 {\displaystyle \mathbb {S} ^{2}}의 반구 {\displaystyle H_{1},\dots ,H_{n}\subseteq \mathbb {S} ^{2}}의 유한 교집합 {\displaystyle \textstyle P=\bigcap _{k=1}^{n}H_{k}}으로 나타낼 수 있다.
- {\displaystyle \operatorname {int} P\neq \varnothing }. 즉, {\displaystyle P}는 내부점을 가진다.
- {\displaystyle P\cap (-P)=\varnothing }. 즉, {\displaystyle P}는 대척점쌍을 포함하지 않는다.

각 반구 {\displaystyle H_{k}}에 대응하는 {\displaystyle \mathbb {R} ^{3}}의 반공간 {\displaystyle {\widehat {H_{k}}}}들의 교집합 {\displaystyle \textstyle {\widehat {P}}=\bigcap _{k=1}^{n}{\widehat {H_{k}}}}은 볼록추를 이루는데, 이 {\displaystyle {\widehat {P}}}의 모서리와 {\displaystyle \mathbb {S} ^{2}}의 교점을 {\displaystyle P}의 꼭짓점(-點, 영어: vertex)이라고 하며, {\displaystyle {\widehat {P}}}의 면과 {\displaystyle \mathbb {S} ^{2}}의 교선을 {\displaystyle P}의 변(邊, 영어: edge)이라고 한다. 꼭짓점의 수가 3일 경우 {\displaystyle P}를 (볼록) 구면 삼각형((-)球面三角形, 영어: (convex) spherical triangle)이라고 한다.

## 성질
구 {\displaystyle \mathbb {S} ^{2}} 위의 세 점 {\displaystyle A,B,C\in \mathbb {S} ^{2}}에 대하여, 다음 두 조건이 서로 동치다.
- {\displaystyle A,B,C\in \mathbb {S} ^{2}}는 구면 삼각형을 이룬다.
- {\displaystyle {\overrightarrow {OA}},{\overrightarrow {OB}},{\overrightarrow {OC}}\in \mathbb {R} ^{3}}은 {\displaystyle \mathbb {R} }-선형 독립이다.

### 변의 길이와 각의 크기
구면 삼각형 {\displaystyle ABC}의 변의 길이 {\displaystyle a,b,c}는 두 꼭짓점 사이에 놓인 대원호의 길이로 정의되며, 이는 그 두 꼭짓점을 지나는 반지름 사이의 각도와 같다.
{\displaystyle a=BC=\arccos({\overrightarrow {OB}}\cdot {\overrightarrow {OC}})}
{\displaystyle b=AC=\arccos({\overrightarrow {OC}}\cdot {\overrightarrow {OA}})}
{\displaystyle c=AB=\arccos({\overrightarrow {OA}}\cdot {\overrightarrow {OB}})}
구면 삼각형 {\displaystyle ABC}의 각의 크기 {\displaystyle A,B,C}는 한 꼭짓점에서 남은 두 꼭짓점을 향하는 두 접선 사이의 각도로 정의되며, 이는 그 한 꼭짓점을 지나는 두 변과 원점이 결정하는 두 평면 사이의 이면각과 같다.
{\displaystyle A=\arccos {\frac {({\overrightarrow {OB}}-({\overrightarrow {OA}}\cdot {\overrightarrow {OB}}){\overrightarrow {OA}})\cdot ({\overrightarrow {OC}}-({\overrightarrow {OA}}\cdot {\overrightarrow {OC}}){\overrightarrow {OA}})}{|{\overrightarrow {OB}}-({\overrightarrow {OA}}\cdot {\overrightarrow {OB}}){\overrightarrow {OA}}|\cdot |{\overrightarrow {OC}}-({\overrightarrow {OA}}\cdot {\overrightarrow {OC}}){\overrightarrow {OA}}|}}=\arccos {\frac {\mathbf {n} _{OAB}\cdot \mathbf {n} _{OAC}}{|\mathbf {n} _{OAB}||\mathbf {n} _{OAC}|}}}
{\displaystyle B=\arccos {\frac {({\overrightarrow {OC}}-({\overrightarrow {OB}}\cdot {\overrightarrow {OC}}){\overrightarrow {OB}})\cdot ({\overrightarrow {OA}}-({\overrightarrow {OB}}\cdot {\overrightarrow {OA}}){\overrightarrow {OB}})}{|{\overrightarrow {OC}}-({\overrightarrow {OB}}\cdot {\overrightarrow {OC}}){\overrightarrow {OB}}|\cdot |{\overrightarrow {OA}}-({\overrightarrow {OB}}\cdot {\overrightarrow {OA}}){\overrightarrow {OB}}|}}=\arccos {\frac {\mathbf {n} _{OBC}\cdot \mathbf {n} _{OBA}}{|\mathbf {n} _{OBC}|\cdot |\mathbf {n} _{OBA}|}}}
{\displaystyle C=\arccos {\frac {({\overrightarrow {OA}}-({\overrightarrow {OC}}\cdot {\overrightarrow {OA}}){\overrightarrow {OC}})\cdot ({\overrightarrow {OB}}-({\overrightarrow {OC}}\cdot {\overrightarrow {OB}}){\overrightarrow {OC}})}{|{\overrightarrow {OA}}-({\overrightarrow {OC}}\cdot {\overrightarrow {OA}}){\overrightarrow {OC}}|\cdot |{\overrightarrow {OB}}-({\overrightarrow {OC}}\cdot {\overrightarrow {OB}}){\overrightarrow {OC}}|}}=\arccos {\frac {\mathbf {n} _{OCA}\cdot \mathbf {n} _{OCB}}{|\mathbf {n} _{OCA}|\cdot |\mathbf {n} _{OCB}|}}}

### 극삼각형
구 위의 (대원이 아닐 수 있는) 원의 극(極, 영어: pole)은 그 원이 놓인 평면과 수직인 지름의 두 끝점이다.
구면 삼각형 {\displaystyle ABC}가 주어졌다고 하자. {\displaystyle A'}는 {\displaystyle BC}의 대원의 두 극 가운데 {\displaystyle A}와 같은 쪽에 있는 하나이며, {\displaystyle B'}는 {\displaystyle CA}의 대원의 두 극 가운데 {\displaystyle B}와 같은 쪽에 놓인 하나이며, {\displaystyle C'}는 {\displaystyle AB}의 대원의 두 극 가운데 {\displaystyle C}와 같은 쪽에 있는 하나라고 하자. 그렇다면 {\displaystyle A'B'C'}는 구면 삼각형을 이루며, 이를 {\displaystyle ABC}의 극삼각형(極三角形, 영어: polar triangle)이라고 한다. 즉, 이는 다음을 만족시키는 삼각형이다.
{\displaystyle 0={\overrightarrow {OA'}}\cdot {\overrightarrow {OB}}={\overrightarrow {OA'}}\cdot {\overrightarrow {OC}}={\overrightarrow {OB'}}\cdot {\overrightarrow {OA}}={\overrightarrow {OB'}}\cdot {\overrightarrow {OC}}={\overrightarrow {OC'}}\cdot {\overrightarrow {OA}}={\overrightarrow {OC'}}\cdot {\overrightarrow {OB}}}
{\displaystyle {\overrightarrow {OA'}}\cdot {\overrightarrow {OA}}>0}
{\displaystyle {\overrightarrow {OB'}}\cdot {\overrightarrow {OB}}>0}
{\displaystyle {\overrightarrow {OC'}}\cdot {\overrightarrow {OC}}>0}
극삼각형의 극삼각형은 자기 자신이다. 이는 다음과 같이 증명할 수 있다. 구면 삼각형 {\displaystyle ABC}의 극삼각형이 {\displaystyle A'B'C'}라고 하자. 그렇다면, {\displaystyle B',C'}가 각각 변 {\displaystyle AC,AB}의 극이므로, {\displaystyle AB',AC'}는 모두 4분원호다. 따라서, {\displaystyle A}는 변 {\displaystyle B'C'}의 극이다. 또한, {\displaystyle A,A'}가 {\displaystyle BC}의 같은 쪽에 있으므로, {\displaystyle AA'}는 4분원호보다 작으며, 따라서 {\displaystyle A,A'}는 {\displaystyle B'C'}의 같은 쪽에 있다. 이로써 원하는 명제를 얻는다.
구면 삼각형 {\displaystyle ABC}의 극삼각형 {\displaystyle A'B'C'}의 변 {\displaystyle a',b',c'} 및 각 {\displaystyle A',B',C'}은 원래의 삼각형과 다음과 같은 관계를 갖는다.
{\displaystyle a+A'=b+B'=c+C'=a'+A=b'+B=c'+C=\pi }
이는 다음과 같이 증명할 수 있다. {\displaystyle B'C'}와 {\displaystyle AB}의 교점을 {\displaystyle D}, {\displaystyle B'C'}와 {\displaystyle AC}의 교점을 {\displaystyle E}라고 하자. 그렇다면, 각 {\displaystyle A}는 대원호 {\displaystyle DE}와 같다. 또한, {\displaystyle B'E,C'D}는 모두 4분원호이므로, {\displaystyle B'C'+A}는 반원호와 같다. 이로써 원하는 명제를 얻는다.

### 사인 법칙과 코사인 법칙
구면 삼각형에 대한 사인 법칙은 다음과 같다.
{\displaystyle {\frac {\sin a}{\sin A}}={\frac {\sin b}{\sin B}}={\frac {\sin c}{\sin C}}}
구면 삼각형 {\displaystyle ABC}에 대한 제1 코사인 법칙은 다음과 같다.
{\displaystyle \cos a=\cos b\cos c+\sin b\sin c\cos A}
{\displaystyle \cos b=\cos c\cos a+\sin c\sin a\cos B}
{\displaystyle \cos c=\cos a\cos b+\sin a\sin b\cos C}
구면 삼각형 {\displaystyle ABC}에 대한 제2 코사인 법칙은 극삼각형에 제1 법칙을 적용한 결과이며, 이는 다음과 같다.
{\displaystyle \cos A=-\cos B\cos C+\sin B\sin C\cos a}
{\displaystyle \cos B=-\cos C\cos A+\sin C\sin A\cos b}
{\displaystyle \cos C=-\cos A\cos B+\sin A\sin B\cos c}
다음과 같은 항등식은 코사인 법칙 및 사인 법칙을 사용하여 증명할 수 있다.
{\displaystyle \cot a\sin b=\cot A\sin C+\cos b\cos C}
{\displaystyle \cot b\sin a=\cot B\sin C+\cos a\cos C}
{\displaystyle \cot b\sin c=\cot B\sin A+\cos c\cos A}
{\displaystyle \cot c\sin b=\cot C\sin A+\cos b\cos A}
{\displaystyle \cot c\sin a=\cot C\sin B+\cos a\cos B}
{\displaystyle \cot a\sin c=\cot A\sin B+\cos c\cos B}

### 기타 항등식

#### 반각과 반변
구면 삼각형의 반각 및 반변의 삼각 함수들은 다음과 같이 나타낼 수 있다.
{\displaystyle \sin {\frac {A}{2}}={\sqrt {\frac {\sin(s-b)\sin(s-c)}{\sin b\sin c}}}}
{\displaystyle \cos {\frac {A}{2}}={\sqrt {\frac {\sin s\sin(s-a)}{\sin b\sin c}}}}
{\displaystyle \tan {\frac {A}{2}}={\sqrt {\frac {\sin(s-b)\sin(s-c)}{\sin s\sin(s-a)}}}}
{\displaystyle \sin {\frac {a}{2}}={\sqrt {-{\frac {\cos S\cos(S-A)}{\sin B\sin C}}}}}
{\displaystyle \cos {\frac {a}{2}}={\sqrt {\frac {\cos(S-B)\cos(S-C)}{\sin B\sin C}}}}
{\displaystyle \tan {\frac {a}{2}}={\sqrt {-{\frac {\cos S\cos(S-A)}{\cos(S-B)\cos(S-C)}}}}}
여기서 {\displaystyle 2S=A+B+C}이다.
이에 따라 구면 삼각형의 각과 변의 삼각 함수를 다음과 같이 나타낼 수 있다.
{\displaystyle \sin A={\frac {2{\sqrt {\sin s\sin(s-a)\sin(s-b)\sin(s-c)}}}{\sin b\sin c}}={\frac {\sqrt {1-\cos ^{2}a-\cos ^{2}b-\cos ^{2}c+2\cos a\cos b\cos c}}{\sin b\sin c}}}
{\displaystyle \sin a={\frac {2{\sqrt {-\cos S\cos(S-A)\cos(S-B)\cos(S-C)}}}{\sin B\sin C}}={\frac {\sqrt {1-\cos ^{2}A-\cos ^{2}B-\cos ^{2}C-2\cos A\cos B\cos C}}{\sin B\sin C}}}

#### 네이피어 동류식
다음과 같은 4개의 항등식을 네이피어 동류식(-同類式, 영어: Napier's analogies)이라고 한다.
{\displaystyle \tan {\frac {A+B}{2}}={\frac {\cos {\frac {a-b}{2}}}{\cos {\frac {a+b}{2}}}}\cot {\frac {C}{2}}}
{\displaystyle \tan {\frac {A-B}{2}}={\frac {\sin {\frac {a-b}{2}}}{\sin {\frac {a+b}{2}}}}\cot {\frac {C}{2}}}
{\displaystyle \tan {\frac {a+b}{2}}={\frac {\cos {\frac {a-b}{2}}}{\cos {\frac {a+b}{2}}}}\tan {\frac {c}{2}}}
{\displaystyle \tan {\frac {a-b}{2}}={\frac {\sin {\frac {a-b}{2}}}{\sin {\frac {a+b}{2}}}}\tan {\frac {c}{2}}}

#### 들랑브르 동류식
다음과 같은 4개의 항등식을 들랑브르 동류식(-同類式, 영어: Delambre's analogies) 또는 가우스 정리(-定理, 영어: Gauss's theorems)이라고 한다.
{\displaystyle \cos {\frac {A+B}{2}}\cos {\frac {c}{2}}=\cos {\frac {a+b}{2}}\sin {\frac {C}{2}}}
{\displaystyle \cos {\frac {A-B}{2}}\sin {\frac {c}{2}}=\sin {\frac {a+b}{2}}\sin {\frac {C}{2}}}
{\displaystyle \sin {\frac {A+B}{2}}\cos {\frac {c}{2}}=\cos {\frac {a-b}{2}}\cos {\frac {C}{2}}}
{\displaystyle \sin {\frac {A-B}{2}}\sin {\frac {c}{2}}=\sin {\frac {a-b}{2}}\cos {\frac {C}{2}}}

### 넓이와 구과량
구면 다각형 {\displaystyle A_{1}A_{2}\cdots A_{n}}의 구과량(球過量, 영어: spherical excess) 또는 구면 과잉(球面過剩)은 다음과 같다.
{\displaystyle E=\sum _{k=1}^{n}A_{k}-(n-2)\pi }
특히, 구면 삼각형 {\displaystyle ABC}의 구과량은 다음과 같다.
{\displaystyle E=A+B+C-\pi }
구면 다각형 {\displaystyle A_{1}\cdots A_{n}}의 넓이는 그 구과량과 같다.
{\displaystyle \operatorname {area} (P)=E=\sum _{k=1}^{n}A_{k}-(n-2)\pi }
특히, 구면 삼각형 {\displaystyle ABC}의 넓이는 다음과 같으며, 이에 따라 구면 삼각형의 내각합은 항상 180도보다 크다.
{\displaystyle \operatorname {area} (T)=E=A+B+C-\pi }
이는 다음과 같이 증명할 수 있다. 구면 다각형은 여러 개의 구면 삼각형으로 쪼갤 수 있으므로, 구면 삼각형에 대하여 증명하는 것을 족하다. {\displaystyle a}변이 놓인 대원호를 경계로 하며 {\displaystyle A}를 한 점으로 포함하는 반구를 생각하자. 이는 네 가지 구역으로 나뉘는데, 첫째는 구면 삼각형 {\displaystyle ABC}, 둘째는 각 {\displaystyle B}만큼 벌어진 구면 이각형에서 구면 삼각형 {\displaystyle ABC}를 제외한 부분, 셋째는 각 {\displaystyle C}만큼 벌어진 구면 이각형에서 구면 삼각형 {\displaystyle ABC}를 제외한 부분, 마지막 넷째는 각 {\displaystyle A}만큼 벌어진 구면 이각형에서 {\displaystyle A,B,C}의 대척점 {\displaystyle -A,-B,-C}이 이루는 구면 삼각형을 제외한 부분이다. 구의 넓이가 {\displaystyle 4\pi }이며, 구면 이각형의 넓이는 벌어진 각에 비례하며, 구면 삼각형 {\displaystyle -A,-B,-C}의 넓이가 {\displaystyle ABC}와 같다는 사실에 주의하면, 반구의 넓이를 다음과 같은 두 가지 방법으로 나타낼 수 있으며, 이를 정리하면 증명하려던 공식을 얻는다.
{\displaystyle {\begin{aligned}2\pi &=\operatorname {area} (T)+(2A-\operatorname {area} (-T))+(2B-\operatorname {area} (T))+(2C-\operatorname {area} (T))\\&=2A+2B+2C-2\operatorname {area} (T)\end{aligned}}}
다음 항등식은 시몽 륄리에가 제시하였다.
{\displaystyle \tan {\frac {E}{4}}={\sqrt {\tan {\frac {s}{2}}\tan {\frac {s-a}{2}}\tan {\frac {s-b}{2}}\tan {\frac {s-c}{2}}}}}
여기서 {\displaystyle 2s=a+b+c}이다.

## 응용
구면 삼각법은 천문학, 측지학 및 항법에서 계산에 매우 중요하다.

## 역사
그리스 수학에서 구면 삼각법의 기원과 이슬람 수학의 주요 발전은 중세 이슬람의 삼각법과 수학의 역사에서 논의된바있다. 이 주제는 존 네이피어(John Napier) , 장 밥티스트 조제프 델람브레(Delambre) 및 다른 사람들의 중요한 발전으로 초기 근대에 실현되었으며 19세기 말 토드헌터(Todhunter)가 저술한 전문서적인 대학 및 학생을 위한 구면 삼각법의 출판으로 본질적으로 완전한 형태를 갖추었다. 이 책은 현재 웹에서 쉽게 퍼블릭 도메인인 구텐베르크 프로젝트로부터 사용할 수 있다. 그 이후로 중요한 발달로는 정리의 도출과 복잡한 계산을 수행하기위한 컴퓨터의 사용을 위한 벡터 방법의 적용이 있어왔다.

## 같이 보기
- 르장드르의 구면삼각형 정리
- 가우스-보네 정리